# Турнір пам'яті Валерія Лобановського 2009
Турнір пам'яті Валерія Лобановського 2009 — сьомий офіційний турнір пам'яті Валерія Лобановського, що проходив у Києві з 11 по 12 серпня 2009 року. Переможцем вперше стала господарка змагань — молодіжна збірна України (на турнірах 2003 та 2004 року перемогу також здобували представники України — «Динамо» (Київ)).

## Учасники
У турнірі взяли участь чотири збірні:
- Україна (U-21) (господарі)
- Туреччина (U-21)
- Німеччина (U-21)
- Іран (U-21)

## Регламент
Кожна з команд стартувала з півфіналу, переможці яких виходили до фіналу, а клуби, що програли зіграли матч за 3-тє місце.

## Матчі

### Півфінали
| 11 серпня 2009 16:45 |

| Україна (U-21)                         | 2:1      | Іран (U-21)              |
| -------------------------------------- | -------- | ------------------------ |
| Роман Зозуля 30' Володимир Лисенко 83' | Протокол | Ехсан Хайсафі 38' (пен.) |

| «Система» (Бородянка) |

| 11 серпня 2009 20:30 |

| Німеччина (U-21)  | 1:3      | Туреччина (U-21)                                       |
| ----------------- | -------- | ------------------------------------------------------ |
| Кевін Шиндлер 74' | Протокол | Тевфік Кезе 18' (пен.) Айдин Їлмаз 47' Деніз Їлмаз 73' |

| «Динамо» ім. В. Лобановського (Київ) Глядачів: 500 Арбітр: Акбар Бакши Заде Хассан (Іран) |

### Матч за 3-тє місце
| 12 серпня 2009 15:00 |

| Німеччина (U-21)    | 1:0      | Іран (U-21) |
| ------------------- | -------- | ----------- |
| Еніс Бен-Хатіра 87' | Протокол |             |

| «Система» (Бородянка) Глядачів: 500 |

### Фінал
| 12 серпня 2009 16:00 |

| Україна (U-21)     | 1:0      | Туреччина (U-21) |
| ------------------ | -------- | ---------------- |
| Микола Морозюк 13' | Протокол |                  |

| «Динамо» ім. В. Лобановського (Київ) Глядачів: 1 500 |

## Переможець
| Володар Кубка Лобановського |
| --------------------------- |
| Україна (U-21) 1-й титул    |

## Бомбардири
1 гол
- Ехсан Хайсафі
- Еніс Бен-Хатіра
- Кевін Шиндлер
- Айдин Їлмаз
- Деніз Їлмаз
- Тевфік Кезе
- Роман Зозуля
- Володимир Лисенко
- Микола Морозюк

## Склади

### Україна
Воротарі: Антон Каніболоцький («Дніпро»), Денис Бойко («Оболонь»), Артем Кичак («Динамо»).
Захисники: Євген Селін («Металіст»), Олексій Курілов («Зоря»), Ярослав Ракицький («Шахтар»), Андрій Фартушняк («Оболонь»), Вадим Родіна («Динамо»), Олександр Матвєєв («Ворскла»), Сергій Кривцов («Металург» З), Павло Пашаєв («Дніпро»), Станіслав Микицей («Іллічівець»).
Півзахисники: Артур Западня, Максим Білий (обидва — «Металург» З), Олег Голодюк («Карпати»), Микола Морозюк («Оболонь»), Валерій Федорчук («Львів»), Володимир Чеснаков («Ворскла»).
Нападники: Андрій Ярмоленко, Роман Зозуля (обидва — «Динамо»), Денис Васін («Чорноморець»), Євген Коноплянка («Дніпро»), Володимир Лисенко («Металіст»), Олександр Кас'ян («Іллічівець»).